# Pierre-Joseph Demonceaux
Pierre Joseph Demonceaux est un homme politique français né le 7 juin 1758 à Bois-les-Pargny (Aisne) et mort à une date inconnue.

## Biographie
Président du tribunal criminel de Laon, il est élu député de l'Aisne au Conseil des Anciens le 24 germinal an VII. Rallié au coup d'État du 18 Brumaire, il siège au Corps législatif jusqu'en 1807.

## Sources
- « Pierre-Joseph Demonceaux », dans Adolphe Robert et Gaston Cougny, Dictionnaire des parlementaires français, Edgar Bourloton, 1889-1891 [détail de l’édition]